# Bernhard Escher

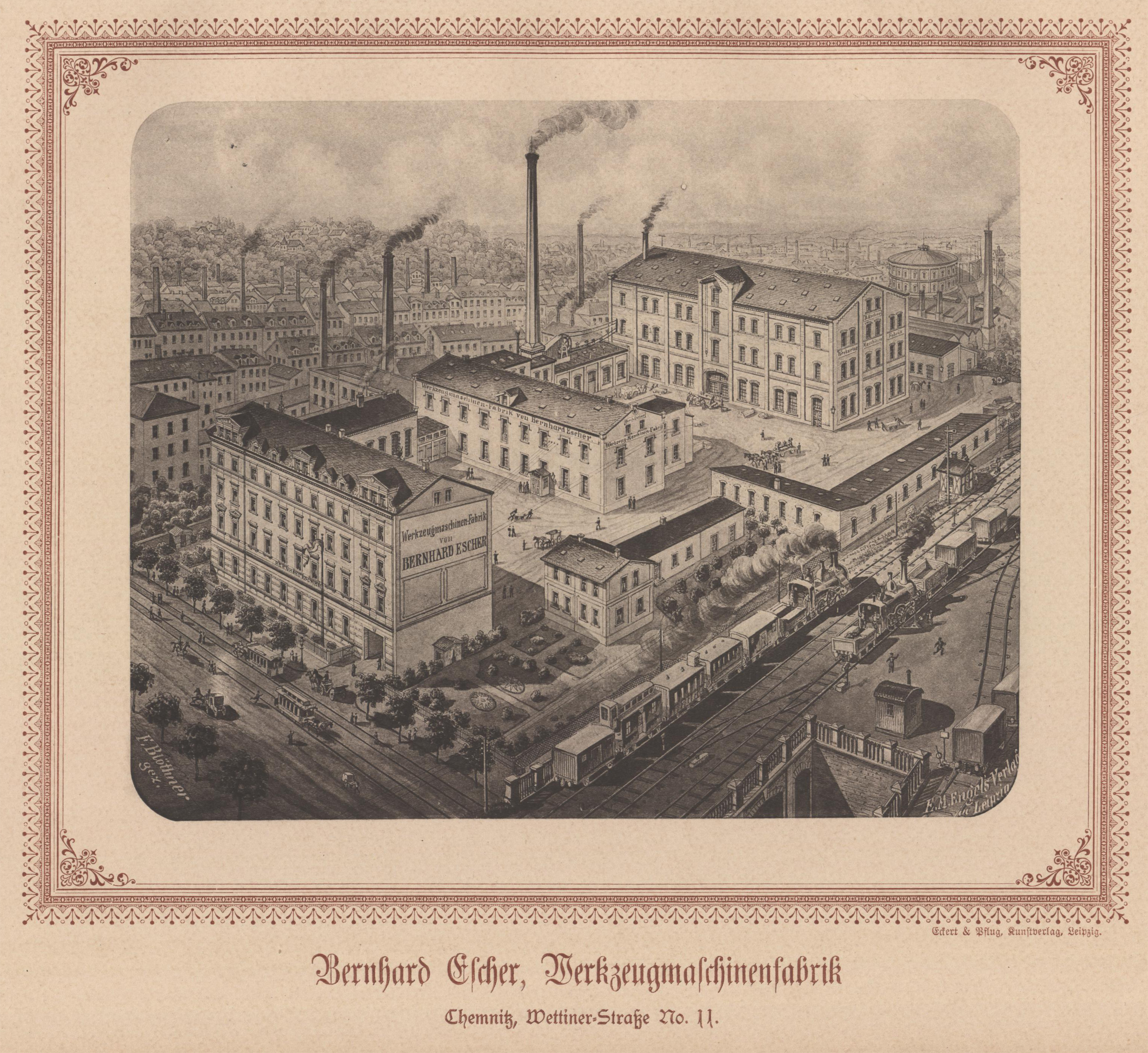
Bernhard Escher, Werkzeugmaschinenfabrik

Bernhard Escher (* 22. Oktober 1843 in Crandorf; † 12. April 1934 in Chemnitz) war ein deutscher Unternehmer und Kommerzienrat.

## Leben und Wirken
Er entstammte einer Bergmannsfamilie aus dem Erzgebirge und gründete 1874 mit seinem Bruder Hermann Escher in Chemnitz einen Werkstattbetrieb zur Herstellung von Drehbänken und Werkzeugmaschinen. Ab 1880 trennten sich beide Brüder. Bernhard behielt die nunmehr in Sächsische Werkzeugmaschinenfabrik Bernhard Escher AG. umgewandelte Firma in Chemnitz. Das Unternehmen gehört zu den wenigen größeren Maschinenbaufirmen im Raum Chemnitz, die die Weltwirtschaftskrise in Sachsen überstehen konnten. Für seine Verdienste wurde Escher zum Kommerzienrat ernannt. Er starb 1934 im Alter von 90 Jahren.